# 謝禮如
謝禮如，臺灣的電視劇監製、劇本創作者。2012年與許芸齊共同創作長篇電視劇本「鬼氣少女，完勝 !」獲得中華民國文化部主辦「101年度電視節目劇本創作獎」第一名。

## 參與電視劇製作
三立電視台偶像劇監製
- 《福氣又安康》
- 《偷心大聖PS男》
- 《那一年的幸福時光》
- 《國民英雄》
- 《向前走向愛走》
- 《美味的想念》
- 2013 電視劇《回到愛以前》
- 2013 電視劇《我的自由年代》